# World Grand Champions Cup féminine 2009
Navigation
2005 2013
La 5e édition de la World Grand Champions Cup de volley-ball feminin se déroulera au Japon du 10 au 15 novembre 2009.

## Équipes engagées
Champions continentaux :
- Italie
- République dominicaine
- Brésil
- Thaïlande.

Wild Card :
- Corée du Sud.

Nation Organisatrice :
- Japon.

## Lieux de la compétition
|                                                                                    |                                                                             |
|                                                                                    |                                                                             |
| Tokyo Metropolitan Gymnasium Ville: Tokyo Capacité: 10 000 Année d'ouverture: 1954 | Marine Messe Fukuoka Ville: Fukuoka Capacité: 8 500 Année d'ouverture: 1981 |

## Compétition

### 1erPhase
- Tokyo - Tokyo Metropolitan Gymnasium

### 2ePhase
- Fukuoka - Marine Messe Fukuoka

## Classement final
| No | Équipe           | Points | Matches | Matches | Sets | Sets   | Sets  | Points | Points | Points |
| No | Équipe           | Points | gagnés  | perdus  | pour | contre | Ratio | pour   | contre | Ratio  |
| -- | ---------------- | ------ | ------- | ------- | ---- | ------ | ----- | ------ | ------ | ------ |
| 1  | Italie           | 10     | 5       | 0       | 449  | 393    | 1.142 | 15     | 3      | 5.000  |
| 2  | Brésil           | 9      | 4       | 1       | 392  | 340    | 1.153 | 12     | 4      | 3.000  |
| 3  | Rép. dominicaine | 8      | 3       | 2       | 379  | 381    | 0.995 | 9      | 8      | 1.125  |
| 4. | Japon            | 7      | 2       | 3       | 443  | 431    | 1.028 | 9      | 10     | 0.900  |
| 5. | Corée du Sud     | 6      | 1       | 4       | 392  | 466    | 0.841 | 6      | 14     | 0.429  |
| 6. | Thaïlande        | 5      | 0       | 5       | 370  | 414    | 0.894 | 3      | 15     | 0.200  |

## Podium final
| Classement         | Pays             |
| ------------------ | ---------------- |
| Médaille d'or      | Italie           |
| Médaille d'argent  | Brésil           |
| Médaille de bronze | Rép. dominicaine |
| 4e                 | Japon            |
| 5e                 | Corée du Sud     |
| 6e                 | Thaïlande        |

## Récompenses individuelles
- MVP : Simona Gioli
- Meilleure marqueuse : Yeon-Koung Kim
- Meilleure attaquante : Simona Gioli
- Meilleure contreuse : Yang Hyo-jin
- Meilleure serveuse : Malika Kanthong
- Meilleure libero : Fabiana de Oliveira
- Meilleure passeuse : Yoshie Takeshita